# Asurini dello Xingu
Gli Asurini dello Xingu (o anche Awaeté, Asuriní de Koatinema) sono un gruppo etnico del Brasile che ha una popolazione stimata in circa 124 individui. Parlano la lingua Asurini, Xingu (codice ISO 639: ASN) e sono principalmente di fede animista. Vivono sul Rio Piçava, vicino Altamira, stato di Pará. Sono correlati al gruppo degli Asurini del Tocantins.
L'auto-denominazione del gruppo è Awaeté, che significa "gente vera" (Awa = popolo, ete = suffisso rafforzativo traducibile con "molto").

## Storia
Dal XIX secolo, gli indios che predominavano nella regione tra i fiumi Xingu e Bacajá, gruppi oggi noti come Araweté, Arará, e Parakanã, sono stati chiamati Asurini (Asonéri, nella lingua degli indios Juruna), che significa "rosso", secondo l'etnografo Curt Nimuendajú. La riva destra del fiume Xingu è sempre stata chiamata la "Terra degli Assuriní" dagli abitanti della città di Altamira e di altri abitanti della zona dello Xingu. Il viaggiatore francese Henri Coudreau cita gli Asurini come uno dei gruppi che abitavano lo Xingu inferiore. Il villaggio degli Asurini dello Xingu è situato sulla riva destra del fiume Xingu, all'interno della riserva indigena di Koatinemo, una riserva omologata dal governo brasiliano solo nel 1986. Dal 1972 al 1985, il villaggio era situato sulle rive del torrente Ipiaçava, affluente della riva destra del fiume Xingu.